# Vultee BT-13 Valiant
El Vultee BT-13 Valiant fue un avión de entrenamiento estadounidense básico (una categoría entre primaria y avanzada) de la era de la Segunda Guerra Mundial, construido por Vultee Aircraft para el Cuerpo Aéreo del Ejército de los Estados Unidos (USAAC), y más tarde para las Fuerzas Aéreas del Ejército de los Estados Unidos (USAAF). Una variante posterior del BT-13 en servicio con el USAAC/USAAF fue conocido como BT-15 Valiant, mientras que una versión idéntica para la Armada de los Estados Unidos fue conocida como SNV y fue usada para entrenar a aviadores navales para la Armada estadounidense y sus servicios hermanos, el Cuerpo de Marines de los Estados Unidos y la Guardia Costera de los Estados Unidos.

## Diseño y desarrollo

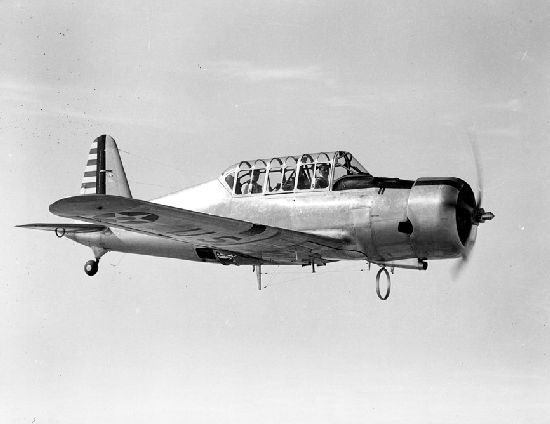
Prototipo del Vultee BC-3 en vuelo.

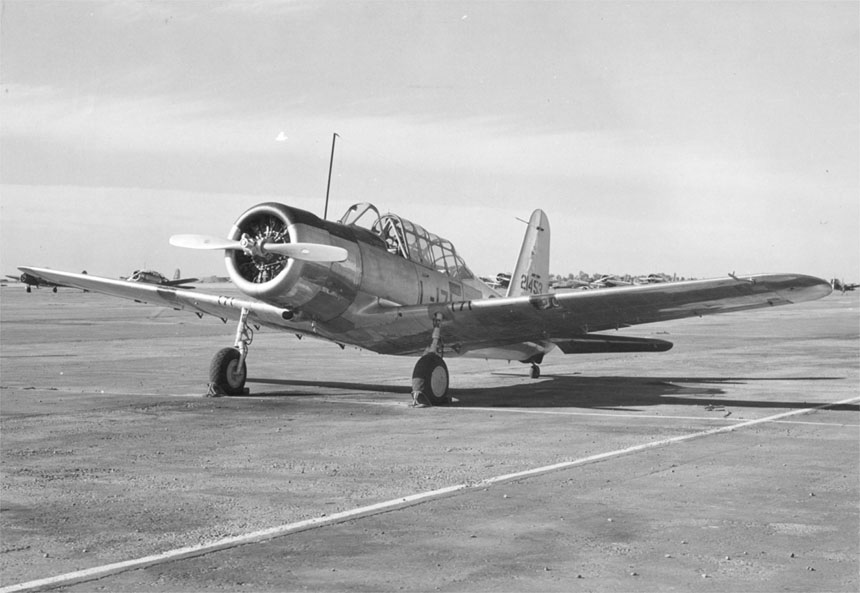
Vultee BT-13 en la pista de Minter Field, California, 1 de marzo de 1943.

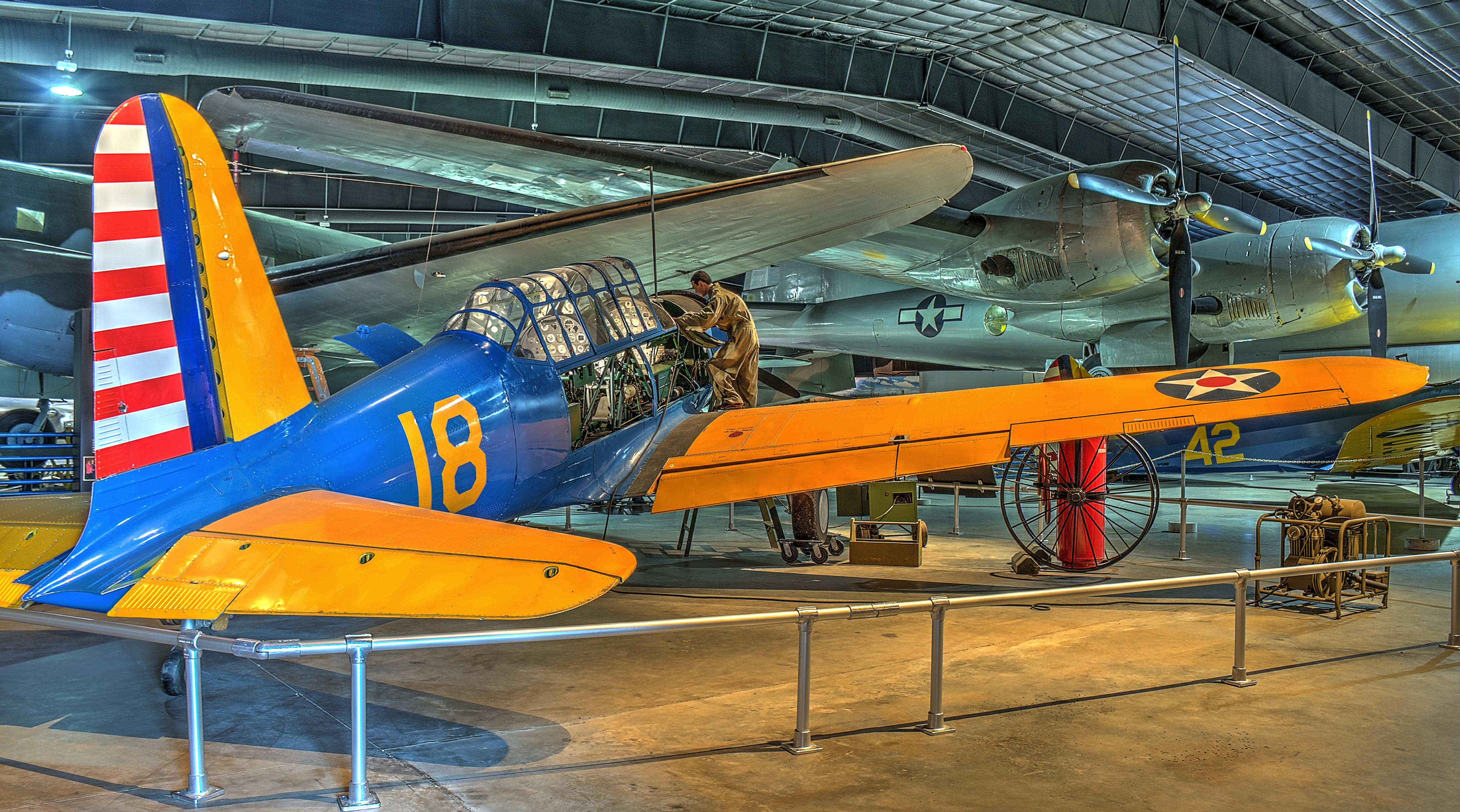
Vultee BT-13 Valiant en el Museum of Aviation en la Base de la Fuerza Aérea Robins, Georgia.

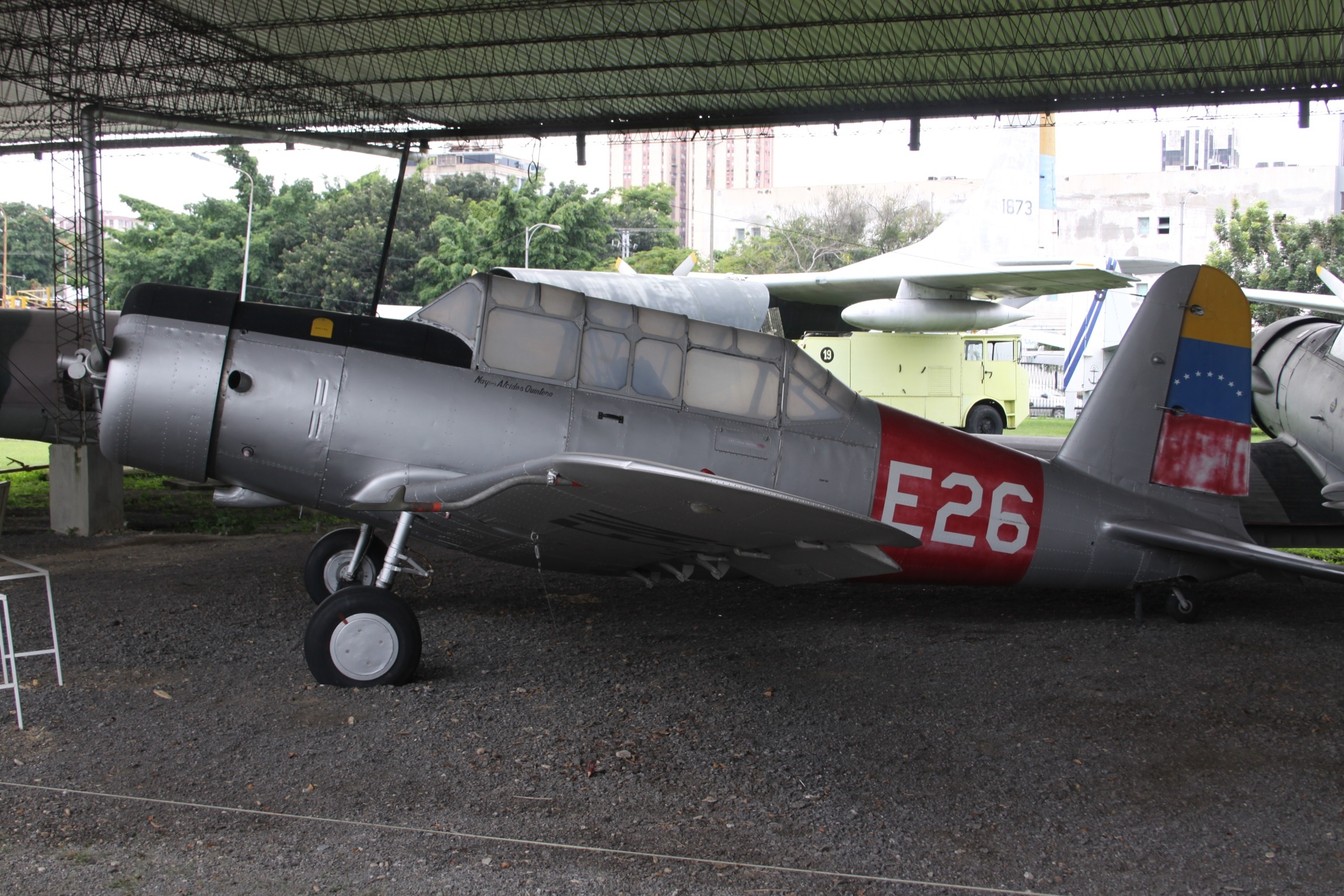
Vista de un BT-15 en el Museo Aeronáutico de Maracay, Venezuela.

En 1938, el diseñador jefe de Vultee, Richard Palmer, comenzó a diseñar un avión de caza monomotor. Por esa época, el Cuerpo Aéreo del Ejército publicó una solicitud por un entrenador avanzado, con la promesa de órdenes de producción sustanciales si era seleccionado. Palmer adaptó su concepto de diseño, de caza a entrenador avanzado, resultando en el prototipo V-51.
El prototipo voló el 24 de marzo de 1939 como monoplano de ala baja cantilever de construcción totalmente metálica, con superficies de control recubiertas de tela. Estaba propulsado por un motor radial Pratt & Whitney R-1340-S3H1-G Wasp de 450 kW (600 hp), propulsando una hélice bipala metálica de paso variable. Tenía una cabina cerrada para el instructor y el estudiante, depósitos de combustible alares integrales y un sistema hidráulico para operar los flaps y el tren de aterrizaje principal retráctil.
El V-51 fue presentado a la competición del USAAC como BC-51 en mayo de 1939. El USAAC eligió en su lugar al North American BC-2 en la competición, pero también compró el prototipo BC-51 para realizar más estudios, designándolo BC-3. Palmer refinó su diseño, resultando en el VF-54, con la intención de vender el entrenador a otros países. Usaba la misma célula básica del V-51, pero estaba equipado con un motor menos potente. Sin embargo, no se produjeron ventas de esta propuesta.
El V-54 fue más refinado aún, resultando en el VF-54A, con un tren de aterrizaje fijo bien carenado, flaps de aterrizaje operados manualmente, y estaba propulsado por un motor radial Pratt & Whitney R-985-T3B Wasp Jr de 340 kW (450 hp). Fue ofrecido al USAAC de esta forma, y, en agosto de 1939, el modelo fue ordenado como BT-13. La orden inicial fue de 300 aeronaves con un motor radial Pratt & Whitney R-985-25. El primer avión fue entregado al USAAC en junio de 1940.
El BT-13A fue producido hasta los 7037 aviones y se diferenciaba solamente en la sustitución del motor radial por un Pratt & Whitney R-985-AN-1, y la supresión de los carenados del tren aterrizaje. También fueron producidas 1125 unidades designadas BT-13B; se diferenciaba del modelo A en que reemplazaba el sistema eléctrico de 12 voltios por uno de 24 voltios.
Debido a la amplia demanda industrial del motor Pratt & Whitney R-985, más tarde se produjo un total de 1263 unidades incorporando el motor Wright R-975-11 de misma potencia. Fueron aceptados por el USAAC como BT-15.
La Armada estadounidense también ordenó 1150 modelos BT-13A bajo la designación SNV-1. También ordenó otras 650 unidades designadas SNV-2, basadas en el BT-13B.

## Historia operacional
El Vultee BT-13 fue el entrenador básico volado por la mayoría de los pilotos estadounidenses durante la Segunda Guerra Mundial. Era la segunda fase de un programa de entrenamiento de tres fases para pilotos. Después de un entrenamiento primario en  entrenadores PT-13, PT-17 o PT-19, el alumno piloto pasaba al más complejo Vultee para continuar el entrenamiento de vuelo. El BT-13 tenía un motor más potente y era más rápido y pesado que los entrenadores primarios. Requería que el estudiante piloto usara comunicaciones de radio de doble vía con tierra y operase flaps de aterrizaje y una hélice de paso controlable Hamilton Standard de dos posiciones. Sin embargo, no tenía tren aterrizaje retráctil ni sistema hidráulico. Los flaps eran operados por un sistema de manivela y cable. Sus pilotos lo apodaron “Vibrador Vultee” (Vultee Vibrator).
Debido a la demanda para este avión, y para otros que usaban el mismo motor Pratt & Whitney, algunos aparatos fueron equipados con plantas motrices Wright de tamaño y potencia similares, construidos en 1941-42. Los aviones equipados con motor Wright fueron designados BT-15.
La Armada adoptó la aeronave propulsada por Pratt & Whitney como su entrenador básico, designándolo SNV. La tirada de producción del BT-13 superó a la de todos los demás modelos producidos como Entrenador Básico (BT).
Una vez en servicio, el avión rápidamente fue apodado “Vibrador”. Hay varias explicaciones para este apodo. 1: porque tenía una tendencia a vibrar bastante violentamente cuando se aproximaba a la velocidad de pérdida. 2: al realizar maniobras aventuradas, la cubierta vibraba. 3: en el despegue, el avión causaba que las ventanas en tierra vibraran. 4: la hélice de dos posiciones tenía una irritante vibración con el paso alto. El BT-13 sirvió bien para lo que estaba destinado. Él y sus sucesores eran aeronaves implacables de volar, pero también eran extremadamente ágiles. Esto hizo al BT-13 un buen avión para ayudar a la transición de muchos cientos de pilotos hacia sus entrenadores avanzados y cazas aún por dominar. El BT-13 no estaba exento de fallos. La cola estaba sostenida por solo tres tornillos y después de varios fallos en vuelo, la Armada prohibió que el avión realizase acrobacias y maniobras violentas. La Armada declaró obsoleto al SNV en mayo de 1945, y lo reemplazó en la tarea de entrenamiento básico con el SNJ (AT-6). El Ejército también reemplazó al BT-13 con el AT-6 antes del final de la guerra.
Tras la Segunda Guerra Mundial, virtualmente todos los aparatos fueron vendidos como excedentes por unos pocos cientos de dólares cada uno. Muchos fueron comprados solo para obtener sus motores, que fueron montados en biplanos excedentes (como los Stearman) para reemplazar sus motores menos potentes, para usarlos como fumigadores. Las células BT fueron más tarde desguazadas. Varios aparatos fueron modificados como aeronaves civiles multipasajero; uno como el “Viceroy” y, al menos, otros dos por una firma diferente. Actualmente, algunos BT (colectivamente, BT-13, BT-15 y SNV) todavía están en condiciones de vuelo, aunque en cantidades muy limitadas (y ninguno en servicio militar  o gubernamental).

## Variantes

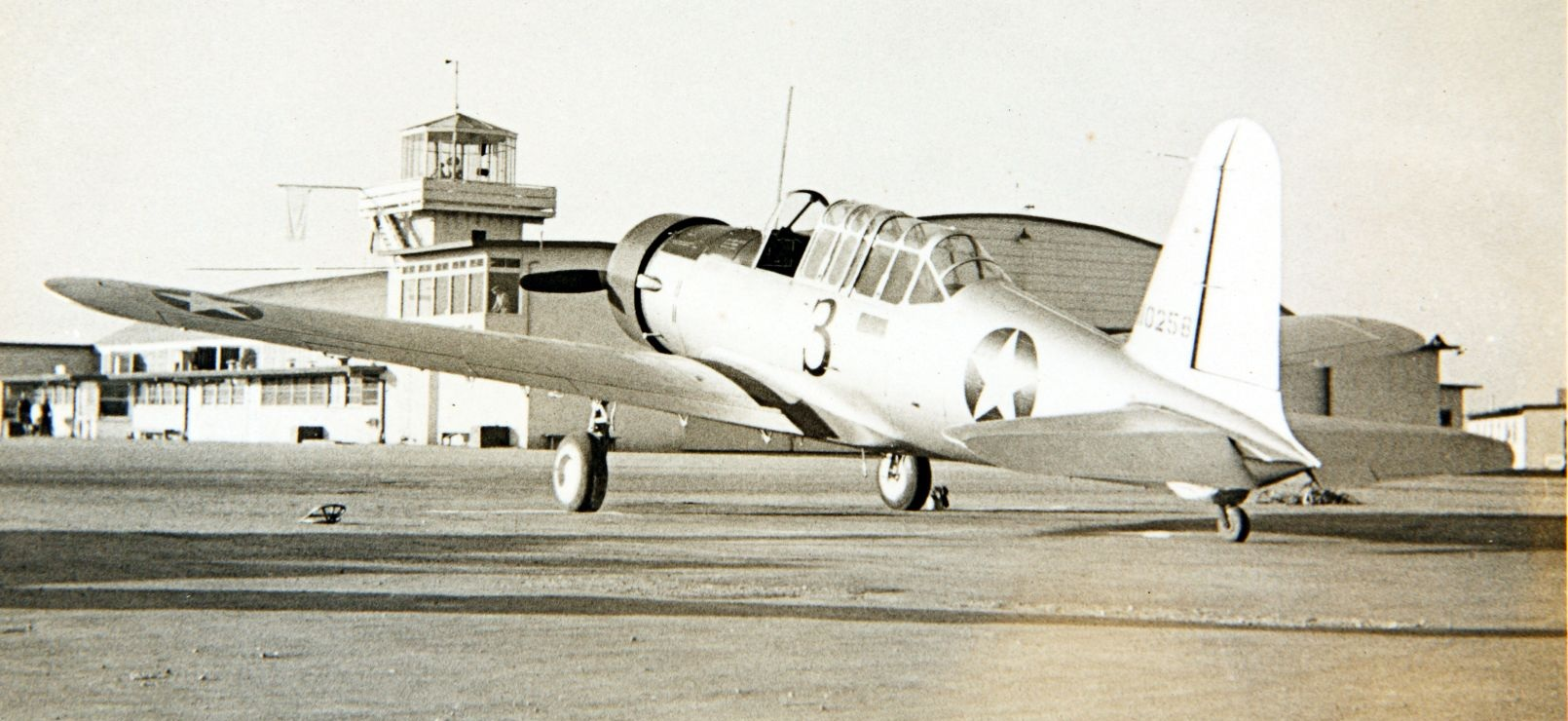
BT-15.

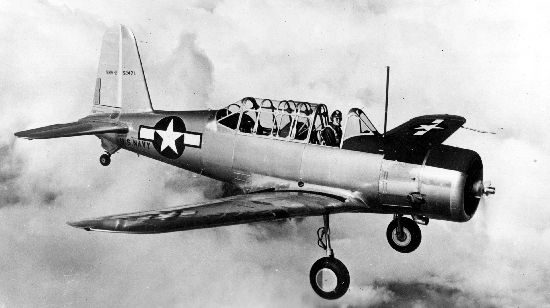
SNV-2.

BC-3
Vultee Model V-51 con tren de aterrizaje retráctil y P&W R-1340-45, de 600 hp, uno construido, no desarrollado.
BT-13
Vultee Model V-54A con tren de aterrizaje fijo y motor P&W R-985-25 de 450 hp, 300 construidos.
BT-13A
Como el BT-13, pero equipado con un motor R-985-AN-1 de 450 hp y cambios menores, 6407 construidos, los supervivientes fueron designados T-13A en 1948.
BT-13B
Como el BT-13A, pero con sistema eléctrico de 24 voltios, 1125 construidos.
BT-15
Como el BT-13A, con un motor Wright R-975-11 de 450 hp, 1693 construidos.
XBT-16
Un BT-13A fue reconstruido en 1942 por Vidal con fuselaje totalmente plástico, como XBT-16.
SNV-1
BT-13A para la Armada estadounidense, 1350 transferidos desde el Cuerpo Aéreo del Ejército de los Estados Unidos.
SNV-2
BT-13B para la Armada estadounidense, 650 transferidos desde el USAAC.
T-13A
BT-13A supervivientes redesignados en 1948, debido a la doble asignación de T-13 junto con el PT-13, en la práctica fueron conocidos como BT-13 para evitar confusiones.

## Operadores
Argentina
- Fuerza Aérea de Argentina[8]
- Armada de Argentina[8]

 Bolivia
- Fuerza Aérea de Bolivia: 37 BT-13 entre 1942 y 1958.[8]

 Brasil
- Fuerza Aérea de Brasil: 120 BT-15.[8]

 Chile
- Fuerza Aérea de Chile[8]

 República de China
 China
 Colombia
- Fuerza Aérea de Colombia: 14 BT-15.[8]

 Cuba
- Fuerza Aérea de Cuba

 República Dominicana
- Fuerza Aérea Dominicana[8]

 Ecuador
- Fuerza Aérea Ecuatoriana

 Egipto
 El Salvador
- Fuerza Aérea de El Salvador[8]

 Estados Unidos
- Fuerza Aérea de los Estados Unidos
- Fuerzas Aéreas del Ejército de los Estados Unidos
- Armada de los Estados Unidos

 Filipinas
 Francia
- Fuerza Aérea[10]

 Guatemala
- Fuerza Aérea Guatemalteca[8]

 Haití
- Fuerzas Armadas de Haití[8]

 Honduras
- Fuerza Aérea Hondureña[8]

 Indonesia
- Fuerza Aérea del Ejército Nacional de Indonesia[9]

 Israel
- Fuerza Aérea Israelí[9]

 México
 Nicaragua
- Fuerza Aérea Nicaragüense[8]

 Panamá
 Paraguay
- Arma Aérea: 10 BT-13A recibidos a través del Programa de Préstamo y Arriendo en 1942–1943. Dos BT-13 comprados en Argentina en 1947.
- Aviación Naval: tres BT-13 donados por Argentina en los años 60.

 Perú
- Fuerza Aérea del Perú[8]

 Unión Soviética
 Venezuela
- Centro de Instrucción Aeronáutica Civil

## Especificaciones (BT-13A)
Referencia datos: AMILARG

### Características generales
- Tripulación: 2
- Longitud: 8,8 m (28,8 ft)
- Envergadura: 12,8 m (42 ft)
- Altura: 3,5 m (11,5 ft)
- Superficie alar: 22,2 m² (239 ft²)
- Peso vacío: 1531 kg (3374,3 lb)
- Peso máximo al despegue: 2039 kg (4494 lb)
- Planta motriz: 1× motor radial de nueve cilindros refrigerado por aire Pratt & Whitney R-985-AN-1.
  - Potencia: 340 kW (469 HP; 462 CV)

### Rendimiento
- Velocidad máxima operativa (Vno): 290 km/h (180 MPH; 157 kt)
- Alcance: 1167 m (3829 ft)
- Techo de vuelo: 6599 m (21 650 ft)
- Tiempo a altitud: 9,2 minutos a 3000 m (10 000 pies)

## Aeronaves relacionadas

### Desarrollos relacionados
- Vultee P-66 Vanguard

### Aeronaves similares
- North American T-6 Texan

### Secuencias de designación
- Secuencia V-_ (interna de Vultee): ← V-48 - V-49 - V-50 - V-51 - V-52 - V-54 - V-55 - V-56 - V-57 -- V-69 - V-70 - V-72 - V-74 - V-75 - V-76 - V-77 →
- Secuencia BC-_ (Entrenador Básico de Combate del USAAC, 1936-1940): BC-1 - BC-2 - BC-3
- Secuencia BT-_ (Entrenadores Básicos del USAAC/USAAF, 1930-1948): ← BT-10 - BT-11 - BT-12 - BT-13 - BT-14 - BT-15 - BT-16 - BT-17
- Secuencia SN_V (Entrenadores de exploración de la Armada estadounidense, 1939-1946 (Vultee, 1943-1945)): SNV
- Secuencia T-_ (Entrenadores estadounidenses (redesignaciones de 1948), 1948-presente): T-6 - T-7 - T-11 - T-13A - T-13B/D - T-17 - T-19